# 蝼向湖
蝼向湖（日语：／）或韦斯洛夫斯科耶湖（俄语：Озеро Весловское）是国后岛南部的泻湖，位于蝼向半岛上，面朝泊湾，长2.7公里，宽0.6公里，深0.8公里，面积1.2平方公里，集水区25.5平方公里，塘ノ川注入该湖。